# Guillotinemolen
De Guillotinemolen, ook Grote Kucher genoemd, is een zware bakstenen bergmolen in de Belgische deelgemeente Balegem.
De molen werd in 1798 als graan- en oliemolen gebouwd. Een inscriptie in een steen boven de toegangsdeur vermeldt: L'an VII de la r(épublique) - Anno 1798.
Een restauratie einde jaren 1970 mislukte waardoor de molen anno 2010 nog steeds niet maalvaardig is. Zo bracht men in 1985 een nieuw gelast gevlucht aan met een enorme porring (kromming van de binnenroede). Die was nodig omdat de molenmaker de molenkap te laag had gemaakt, waardoor de molenas niet méér gemuizeld kon worden (= een grotere ashelling geven).
De molen kreeg zijn meest bekende naam toen bij de bouw iemand door een slag van de wieken zou zijn onthoofd. Toen de molenbouwer in 1798 aan het werk was,
kwam een Balegemnaar naar de werken kijken. Toen de man nieuwsgierig in en rond de molen wandelde, werd hij dodelijk
geraakt door een van de wieken. Samen met de molen werd ook een molenaarswoning gebouwd. De molen is een beschermd monument.

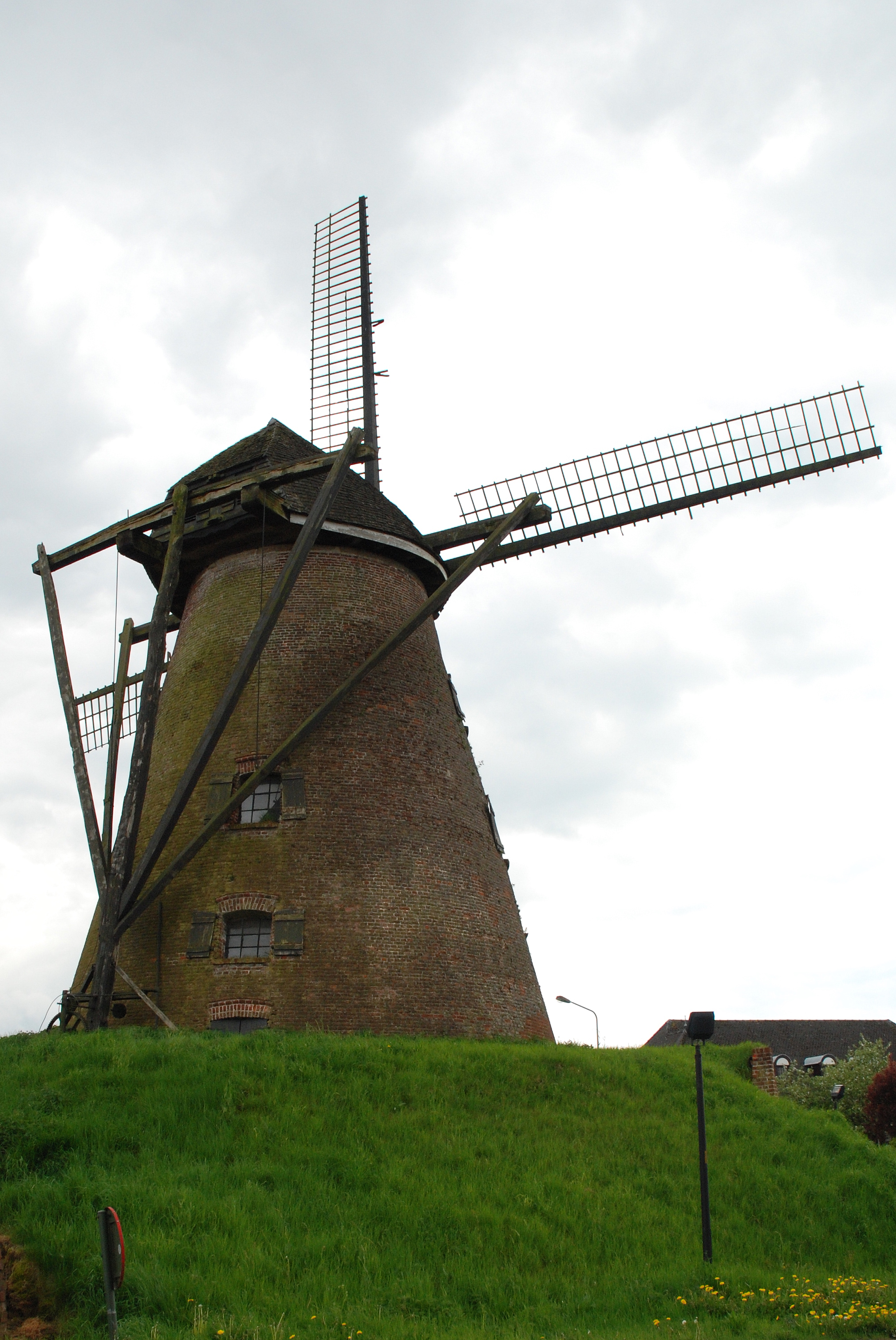
De Molen